# エリック・バーバ
エリック・バーバ（Eric Barba）は、アメリカ合衆国のVFXスーパーバイザー。デジタルアーティストとしてデジタル・ドメイン社に所属。

## 主な関連作品
- フィフス・エレメント The Fifth Element (1997)
- レッド・コーナー 北京のふたり Red Corner (1997)
- スーパーノヴァ Supernova (2000)
- 英雄の条件 Rules of Engagement (2000)
- トヨタCM「ミジンコ」 Water Fleas (2005)
- ゾディアック Zodiac (2007)
- ベンジャミン・バトン 数奇な人生 The Curious Case of Benjamin Button (2008) アカデミー賞視覚効果賞受賞
- トロン: レガシー Tron: Legacy (2010)